# 新潟県道250号月潟吉田線
新潟県道250号月潟吉田線（にいがたけんどう250ごう つきがたよしだせん）は、新潟県新潟市から同県燕市に至る一般県道である。

## 概要

### 路線データ
- 起点：新潟県新潟市南区大別當字水戸下（新潟県道127号新津茨曽根燕線・新潟県道218号月潟西川線・新潟県道325号黒埼新飯田線・新潟県道379号糸郷屋白根線交点）
- 終点：新潟県燕市吉田学校町（新潟県道223号石瀬吉田線・新潟県道374号五千石巻新潟線交点）

## 通過する自治体
- 新潟県
  - 新潟市（南区 - 西蒲区 - 南区 - 西蒲区） - 燕市

## 接続する道路
- 新潟県道127号新津茨曽根燕線（起点：新潟市南区大別當字水戸下）
- 新潟県道325号黒埼新飯田線（新潟市南区大別當字水戸下（起点） - 新潟市南区月潟で重複）
- 新潟県道218号月潟西川線（新潟市南区大別當字水戸下（起点） - 新潟市南区東長嶋で重複）
- 新潟県道379号糸郷屋白根線（新潟市南区大別當字水戸下（起点） - 新潟市西蒲区河間で重複）
- 新潟県道9号長岡栃尾巻線（新潟市西蒲区福島地内で重複）
- 新潟県道55号新潟五泉間瀬線（羽黒交差点）
- 新潟県道384号羽黒燕線（新潟市西蒲区羽黒字西）
- 新潟県道44号新潟燕線（新潟市西蒲区羽黒（「蒲原中央自動車学校」前） - 雀森交差点で重複）
- 新潟県道383号佐渡山巻線（雀森交差点）
- 国道116号（富永交差点）
- 新潟県道223号石瀬吉田線・新潟県道374号五千石巻新潟線（終点：学校町交差点）

## 周辺
- JR越後線
  - 北吉田駅 - 吉田駅
- JR弥彦線
  - 吉田駅
- 新潟県立吉田病院
- 新潟市南区役所 月潟出張所（旧・月潟村役場）
- 新潟市西蒲区役所 中之口出張所（旧・中之口村役場）
- 燕市役所 吉田庁舎（旧・吉田町役場）
- 燕市水道局
- 新潟県立吉田特別支援学校
- 新潟県立吉田高等学校
- 新潟市立月潟中学校
- 新潟市立中之口中学校
- 新潟市立茨曽根小学校
- 新潟市立月潟小学校
- 燕市立吉田中学校
- 燕市立松長小学校
- 燕市立吉田北小学校
- 燕市立吉田小学校
- 第四北越銀行
  - 月潟支店
  - 吉田支店
  - 吉田中央支店
- 大光銀行 吉田支店
- 三条信用金庫 吉田支店
- 協栄信用組合 吉田支店
- 新潟縣信用組合 吉田支店
- 巻信用組合 月潟支店
- JA越後中央
  - 中之口支店
  - 吉田支店
- 月潟郵便局（新潟市南区）
- 中之口郵便局（新潟市西蒲区）
- 米納津（よのうづ）郵便局（燕市）
- 神田町郵便局（燕市）
- 越後吉田郵便局（燕市）
- 吉田中町簡易郵便局（燕市）
- ひらせいホームセンター 吉田店
- TSUTAYA 吉田店
- 清水フードセンター 吉田東店
- スーパーマルイ 吉田店
- ウエルシア薬局 吉田店
- 燕市吉田北体育センター
- 燕市吉田総合体育館
- 中ノ口川
- 西川

## その他
- 路線名の「月潟」・「吉田」は、起点・終点付近の旧自治体名（新潟県西蒲原郡月潟村、同郡吉田町）に由来する。